# Muriel Ostriche
Muriel Ostriche (nacida como Muriel Henrietta Oestrich, 24 de mayo de 1896 — 3 de mayo de 1989) fue una actriz de cine mudo estadounidense.
Tras probar suerte en los estudios Biograph y Pathe, Ostriche firmó con Eclair por $5 al día. Tras un año y medio con Eclair, se incorporó a Reliance por un salario más alto. Tras esa experiencia, fue contratada por Thanhouser Company con sede en New Rochelle, Nueva York, y protagonizó 134 películas a lo largo de su carrera. Ostriche declaró al autor Michael G. Ankerich que A Daughter of the Sea (1915) era su mejor interpretación y su película favorita.
En 1920, Ostriche apareció en la publicidad de los velos Bonnie-B.
Vivía en Florida a mediados de la década de 1980 cuando el escritor Q. David Bowers comenzó a investigar una biografía sobre Ostriche, que se convirtió en Muriel Ostriche: Princess of Silent Films. Le sorprendió descubrir que seguía viva y que estaba dispuesta a ser entrevistada. En los últimos años de su vida disfrutó de un renacimiento de su fama que ella saboreó y, gracias a este renovado interés, hoy se conservan sus propias reflexiones sobre su vida.: 237 

## Filmografía seleccionada
- Robin Hood (1912)
- Rick's Redemption (1913)
- The House in the Tree (1913)
- The Ten of Spades (1914)
- The Amateur Detective (1914)
- When Fate Rebelled (1915)
- Check No. 130 (1915)
- Mortmain (1915)
- Kennedy Square (1916)
- The Men She Married (1916)
- The Dormant Power (1917)
- Moral Courage (1917)
- The Good for Nothing (1917)
- A Square Deal (1917)
- Youth (1917)
- The Volunteer (1917)
- The Purple Lily (1918)
- Hitting the Trail (1918)
- Tinsel (1918)
- Merely Players (1918)
- The Road to France (1918)